# Polina Kalsina
Polina Kalsina est une fondeuse russe, née le 20 mars 1989 à Khanty-Mansiïsk.

## Biographie
Elle débute en Coupe du monde en mars 2010 au sprint de Drammen où elle récolte ses premiers points (29e).
Lors du Nordic Opening 2011, sa première course par étapes, elle prend la 14e place finale. Trois semaines plus tard, elle est 7e du dix kilomètres classique de Rogla et établit sa meilleure performance de sa carrière. Elle prend part ensuite au Tour de ski, se classant finalement 19e et ayant terminé 8e d'une étape.
Aux Championnats du monde des moins de 23 ans 2012, elle gagne une médaille d'argent sur le dix kilomètres classique.

## Palmarès

### Coupe du monde
- Meilleur classement général : 27e en 2012.
- Meilleur résultat individuel : 7e.